# Lijst van Tweede Kamerleden 1866-1868
Lijst van Tweede Kamerleden 1866-1868 geeft een overzicht van de leden van de Nederlandse Tweede Kamer in de periode tussen de algemene verkiezingen van 1866 en de algemene verkiezingen van 1868. De zittingsperiode van de Tweede Kamer ging in op 19 november 1866 en eindigde op 3 januari 1868 door ontbinding van de Tweede Kamer.
De Tweede Kamer telde 75 leden, die gekozen werden in 39 districten. Zij werden gekozen voor een termijn van vier jaar; om de twee jaar werd de helft van de Tweede Kamer vernieuwd.
| Naam                                     | groepering                | district         | begindatum        | einddatum        | refs   |
| ---------------------------------------- | ------------------------- | ---------------- | ----------------- | ---------------- | ------ |
| Carolus Beens                            | thorbeckianen             | Tilburg          | 19 november 1866  | 3 januari 1868   | [ 2 ]  |
| Warnardus Begram                         | conservatieven            | Gorinchem        | 19 november 1866  | 3 januari 1868   | [ 3 ]  |
| Sybrand van Beyma thoe Kingma            | liberalen                 | Dokkum           | 19 november 1866  | 3 januari 1868   | [ 4 ]  |
| Marinus Bichon van IJsselmonde           | antirevolutionairen       | Dordrecht        | 19 november 1866  | 3 januari 1868   | [ 5 ]  |
| Charles de Bieberstein Rogalla Zawadsky  | thorbeckianen             | Maastricht       | 28 november 1866  | 3 januari 1868   | [ 6 ]  |
| François Blom                            | liberalen                 | Rotterdam        | 22 november 1866  | 3 januari 1868   | [ 7 ]  |
| Philippus van Blom                       | liberalen                 | Dokkum           | 19 november 1866  | 3 januari 1868   | [ 8 ]  |
| Johannes Bots                            | thorbeckianen             | Eindhoven        | 19 november 1866  | 3 januari 1868   | [ 9 ]  |
| Willem de Brauw                          | conservatief-protestanten | Gouda            | 19 november 1866  | 3 januari 1868   | [ 10 ] |
| François de Casembroot                   | conservatieven            | 's-Gravenhage    | 19 november 1866  | 3 januari 1868   | [ 11 ] |
| Jacob Dam                                | thorbeckianen             | Zutphen          | 19 november 1866  | 3 januari 1868   | [ 12 ] |
| Albertus van Delden                      | liberalen                 | Deventer         | 19 november 1866  | 3 januari 1868   | [ 13 ] |
| Willem Dullert                           | thorbeckianen             | Groningen        | 11 december 1866  | 3 januari 1868   | [ 14 ] |
| Gerard Dumbar                            | thorbeckianen             | Deventer         | 19 november 1866  | 3 januari 1868   | [ 15 ] |
| Daniël van Eck                           | thorbeckianen             | Middelburg       | 19 november 1866  | 3 januari 1868   | [ 16 ] |
| Gerrit Fokker                            | thorbeckianen             | Middelburg       | 19 november 1866  | 3 januari 1868   | [ 17 ] |
| Cornelis van Foreest                     | conservatief-protestanten | Alkmaar          | 19 november 1866  | 3 januari 1868   | [ 18 ] |
| Isaäc Fransen van de Putte               | liberalen                 | Rotterdam        | 20 november 1866  | 3 januari 1868   | [ 19 ] |
| Johan Geertsema                          | liberalen                 | Haarlem          | 19 november 1866  | 3 januari 1868   | [ 20 ] |
| Michel Godefroi                          | gematigde liberalen       | Amsterdam        | 24 november 1866  | 3 januari 1868   | [ 21 ] |
| Jan van Goltstein                        | conservatieven            | Amersfoort       | 19 november 1866  | 3 januari 1868   | [ 22 ] |
| Willem van Goltstein van Oldenaller      | conservatieven            | Hoorn            | 19 november 1866  | 3 januari 1868   | [ 23 ] |
| Norbertus Guljé                          | thorbeckianen             | Breda            | 19 november 1866  | 3 januari 1868   | [ 24 ] |
| Leopold Haffmans                         | conservatief-katholieken  | Roermond         | 24 november 1866  | 3 januari 1868   | [ 25 ] |
| Ernest van Hardenbroek van Lockhorst     | conservatieven            | Amersfoort       | 19 november 1866  | 3 januari 1868   | [ 26 ] |
| Jan Heemskerk Bzn.                       | thorbeckianen             | Amsterdam        | 19 november 1866  | 3 januari 1868   | [ 27 ] |
| Louis van Heiden Reinestein              | conservatieven            | Assen            | 19 november 1866  | 15 augustus 1867 | [ 28 ] |
| Petrus van den Heuvel                    | liberalen                 | Eindhoven        | 19 november 1866  | 3 januari 1868   | [ 29 ] |
| Christianus Heydenrijck                  | liberalen                 | Nijmegen         | 19 november 1866  | 3 januari 1868   | [ 30 ] |
| Sybrand Hingst                           | liberalen                 | Leeuwarden       | 19 november 1866  | 3 januari 1868   | [ 31 ] |
| Cornelis Hoekwater                       | conservatieven            | Delft            | 19 november 1866  | 3 januari 1868   | [ 32 ] |
| Mari Hoffmann                            | conservatief-protestanten | Gouda            | 19 november 1866  | 3 januari 1868   | [ 33 ] |
| Petrus Hollingerus Pijpers               | thorbeckianen             | Breda            | 19 november 1866  | 3 januari 1868   | [ 34 ] |
| Willem van der Hucht                     | conservatieven            | Haarlem          | 20 november 1866  | 3 januari 1868   | [ 35 ] |
| Herman Insinger                          | conservatieven            | Amsterdam        | 19 november 1866  | 3 januari 1868   | [ 36 ] |
| Eduard s'Jacob                           | conservatieven            | Alkmaar          | 19 november 1866  | 3 januari 1868   | [ 37 ] |
| Willem Jonckbloet                        | liberalen                 | Winschoten       | 19 november 1866  | 3 januari 1868   | [ 38 ] |
| Jacob van Kerkwijk                       | thorbeckianen             | Zierikzee        | 19 november 1866  | 3 januari 1868   | [ 39 ] |
| Hyacinthus Kerstens                      | liberalen                 | Boxmeer          | 19 november 1866  | 3 januari 1868   | [ 40 ] |
| Levinus Keuchenius                       | antirevolutionairen       | Arnhem           | 19 november 1866  | 3 januari 1868   | [ 41 ] |
| Nicolaas Kien                            | conservatieven            | Utrecht          | 19 november 1866  | 3 januari 1868   | [ 42 ] |
| Willem van Lidth de Jeude                | conservatieven            | Tiel             | 19 november 1866  | 3 januari 1868   | [ 43 ] |
| Petrus van Limburg Brouwer               | liberalen                 | Almelo           | 19 november 1866  | 3 januari 1868   | [ 44 ] |
| Gijsbertus van der Linden                | thorbeckianen             | Almelo           | 19 november 1866  | 3 januari 1868   | [ 45 ] |
| Pieter de Lom de Berg                    | conservatief-katholieken  | Roermond         | 22 november 1866  | 3 januari 1868   | [ 46 ] |
| Aloysius Luyben                          | conservatief-katholieken  | 's-Hertogenbosch | 19 november 1866  | 3 januari 1868   | [ 47 ] |
| Theo van Lynden van Sandenburg           | conservatief-protestanten | Arnhem           | 19 november 1866  | 3 januari 1868   | [ 48 ] |
| Paul van der Maesen de Sombreff          | thorbeckianen             | Maastricht       | 19 november 1866  | 3 januari 1868   | [ 49 ] |
| Evert du Marchie van Voorthuysen         | conservatieven            | Utrecht          | 19 november 1866  | 3 januari 1868   | [ 50 ] |
| Haye Mensonides                          | liberalen                 | Hoorn            | 19 november 1866  | 3 januari 1868   | [ 51 ] |
| Antony Moens                             | liberalen                 | Sneek            | 19 november 1866  | 3 januari 1868   | [ 52 ] |
| Albertus van Naamen van Eemnes           | liberalen                 | Zwolle           | 19 november 1866  | 3 januari 1868   | [ 53 ] |
| Joannes van Nispen van Sevenaer          | liberalen                 | Nijmegen         | 19 november 1866  | 3 januari 1868   | [ 54 ] |
| Lucas Oldenhuis Gratama                  | liberalen                 | Assen            | 14 oktober 1867   | 3 januari 1868   | [ 55 ] |
| Menso Pijnappel                          | conservatief-liberalen    | Amsterdam        | 19 november 1866  | 3 januari 1868   | [ 56 ] |
| Gerrit de Raadt                          | liberalen                 | Dordrecht        | 19 november 1866  | 3 januari 1868   | [ 57 ] |
| Hendrik van Rappard                      | conservatieven            | Zutphen          | 19 november 1866  | 3 januari 1868   | [ 58 ] |
| Gerlach van Reenen                       | conservatieven            | Amsterdam        | 19 november 1866  | 3 januari 1868   | [ 59 ] |
| Geert Reinders                           | liberalen                 | Zuidhorn         | 19 november 1866  | 3 januari 1868   | [ 60 ] |
| Jan Rochussen                            | conservatieven            | Amsterdam        | 19 november 1866  | 3 januari 1868   | [ 61 ] |
| Jan de Roo van Alderwerelt               | liberalen                 | Leeuwarden       | 19 november 1866  | 3 januari 1868   | [ 62 ] |
| Pieter Saaymans Vader                    | antirevolutionairen       | Goes             | 20 november 1866  | 3 januari 1868   | [ 63 ] |
| Gerrit Simons                            | conservatieven            | Gorinchem        | 19 november 1866  | 3 januari 1868   | [ 64 ] |
| Thomas Stieltjes                         | liberalen                 | Zwolle           | 22 november 1866  | 3 januari 1868   | [ 65 ] |
| Carel Storm van 's Gravesande            | conservatief-liberalen    | Steenwijk        | 19 november 1866  | 3 januari 1868   | [ 66 ] |
| Cornelis van Sypesteyn                   | conservatieven            | 's-Gravenhage    | 19 september 1867 | 3 januari 1868   | [ 67 ] |
| Pieter Taets van Amerongen tot Natewisch | conservatieven            | Leiden           | 19 november 1866  | 3 januari 1868   | [ 68 ] |
| Johan Rudolph Thorbecke                  | thorbeckianen             | Assen            | 19 november 1866  | 3 januari 1868   | [ 69 ] |
| Johannes Verheyen                        | conservatief-katholieken  | Tilburg          | 24 november 1866  | 3 januari 1868   | [ 70 ] |
| Willem Viruly Verbrugge                  | liberalen                 | Rotterdam        | 19 november 1866  | 3 januari 1868   | [ 71 ] |
| Otto van Wassenaer van Catwijck          | antirevolutionairen       | Leiden           | 19 november 1866  | 3 januari 1868   | [ 72 ] |
| Rembertus Westerhoff                     | thorbeckianen             | Appingedam       | 19 november 1866  | 3 januari 1868   | [ 73 ] |
| Willem Wintgens                          | conservatieven            | Delft            | 19 november 1866  | 3 januari 1868   | [ 74 ] |
| Schelte Wybenga                          | conservatief-liberalen    | Sneek            | 19 november 1866  | 3 januari 1868   | [ 75 ] |
| Jan Zijlker                              | thorbeckianen             | Appingedam       | 19 november 1866  | 3 januari 1868   | [ 76 ] |
| Franciscus van Zinnicq Bergmann          | conservatief-katholieken  | 's-Hertogenbosch | 19 november 1866  | 3 januari 1868   | [ 77 ] |
| Jacob van Zuylen van Nijevelt            | conservatieven            | 's-Gravenhage    | 19 november 1866  | 10 juni 1867     | [ 78 ] |

1815-1818 ·
1818-1821 ·
1821-1824 ·
1824-1827 ·
1827-1830 ·
1830-1833 ·
1833-1836 ·
1836-1839 ·
1839-1842 ·
1842-1845 ·
1845-1848 ·
1848-1849 ·
1849-1850 ·
1850-1852 ·
1852-1853 ·
1853-1854 ·
1854-1856 ·
1856-1858 ·
1858-1860 ·
1860-1862 ·
1862-1864 ·
1864-1866 ·
1866 (sep) ·
1866-1868 ·
1868-1869 ·
1869-1871 ·
1871-1873 ·
1873-1875 ·
1875-1877 ·
1877-1879 ·
1879-1881 ·
1881-1883 ·
1883-1884 ·
1884-1886 ·
1886-1887 ·
1887-1888 ·
1888-1891 ·
1891-1894 ·
1894-1897 ·
1897-1901 ·
1901-1905 ·
1905-1909 ·
1909-1913 ·
1913-1917 ·
1917-1918 ·
1918-1922 ·
1922-1925 ·
1925-1929 ·
1929-1933 ·
1933-1937 ·
1937-1946 ·
1946-1948 ·
1948-1952 ·
1952-1956 ·
1956-1959 ·
1959-1963 ·
1963-1967 ·
1967-1971 ·
1971-1972 ·
1972-1977 ·
1977-1981 ·
1981-1982 ·
1982-1986 ·
1986-1989 ·
1989-1994 ·
1994-1998 ·
1998-2002 ·
2002-2003 ·
2003-2006 ·
2006-2010 ·
2010-2012 ·
2012-2017 ·
2017-2021 ·
2021-2023 ·
2023-heden
Overzicht historische zetelverdeling